# Symbolanthus gaultherioides
Symbolanthus gaultherioides är en gentianaväxtart som beskrevs av Joseph Andorfer Ewan. Symbolanthus gaultherioides ingår i släktet Symbolanthus och familjen gentianaväxter. Inga underarter finns listade i Catalogue of Life.